# Gaetano Meo
Gaetano Giuseppe Faostino Meo (Tricarico, 1849 – Londra, 16 gennaio 1925) è stato un artista e modello italiano naturalizzato britannico, noto anche come pittore paesaggista e artigiano di mosaici e vetrate. La sua autobiografia inedita è una fonte utile per gli storici dell'arte del movimento estetico e dell'epoca edoardiana.

## Biografia
Nacque da Rocco Meo, un pastore italiano di origine greca, il cui cognome era probabilmente una versione diminutiva di Bartolomeo, e da Maria Francesca Pignone. Aveva almeno tre fratelli maggiori e una sorella minore, ed è cresciuto nella cittadina italiana di Laurenzana, nell'Italia meridionale. Nel 1864, Meo (15 anni) e un fratello maggiore camminarono da Napoli a Parigi. Suonando l'arpa e il liuto, si mantenennero per qualche tempo come musicisti di strada, risparmiando il denaro per partire in direzione degli Stati Uniti. Nel 1866, Meo iniziò anche a posare come modello, sempre a Parigi. I due fratelli erano privi di passaporto, ma furono introdotti clandestinamente nel Regno Unito a bordo di una nave mercantile proveniente da Boulogne. Meo rimase a Londra, ma suo fratello proseguì per l'America.
Da solo a Londra, Meo cercò di guadagnare suonando la sua arpa nei ristoranti italiani, che erano più sicuri che suonare per strada, dove aveva maggiori probabilità di essere arrestato dalla polizia e deportato. Il pittore preraffaellita Simeon Solomon affermò di aver scoperto il diciottenne che suonava l'arpa, ma per le strade. «Meo rappresentava una forma di bellezza classica del sud molto ricercata nei dipinti di scene della mitologia greca». Nel 1867, a Roma, Solomon dipinse un acquerello di tre quarti con un altro modello vestito da Bacco. Nello stesso anno, a Londra, riprese lo stesso soggetto, questa volta in un quadro ad olio con testa e busto di Meo (nei panni di Bacco).
Nel 1868, Meo sposò Agnes Morton (1849–1921), proveniente dall'Ulster, in Irlanda. La coppia si stabilì a Hampstead, ed ebbe sei figli, tre maschi e tre femmine.
Meo posò per altri pittori britannici come Ford Madox Brown, Edward Burne-Jones, Luke Fildes, Henry Holiday, Frederic Leighton, Edwin Long, George Heming Mason, William Blake Richmond, Dante Gabriel Rossetti, e lo scultore Hamo Thornycroft. Nel 1870 lavorò anche come assistente di studio per Rossetti.
I modelli maschili in Inghilterra generalmente insistevano per indossare il perizoma, ma Meo posava completamente nudo. Nella sua autobiografia, Meo mise a confronto il modo in cui i modelli venivano trattati in Francia rispetto a com'erano in Inghilterra:

### Edward Burne-Jones

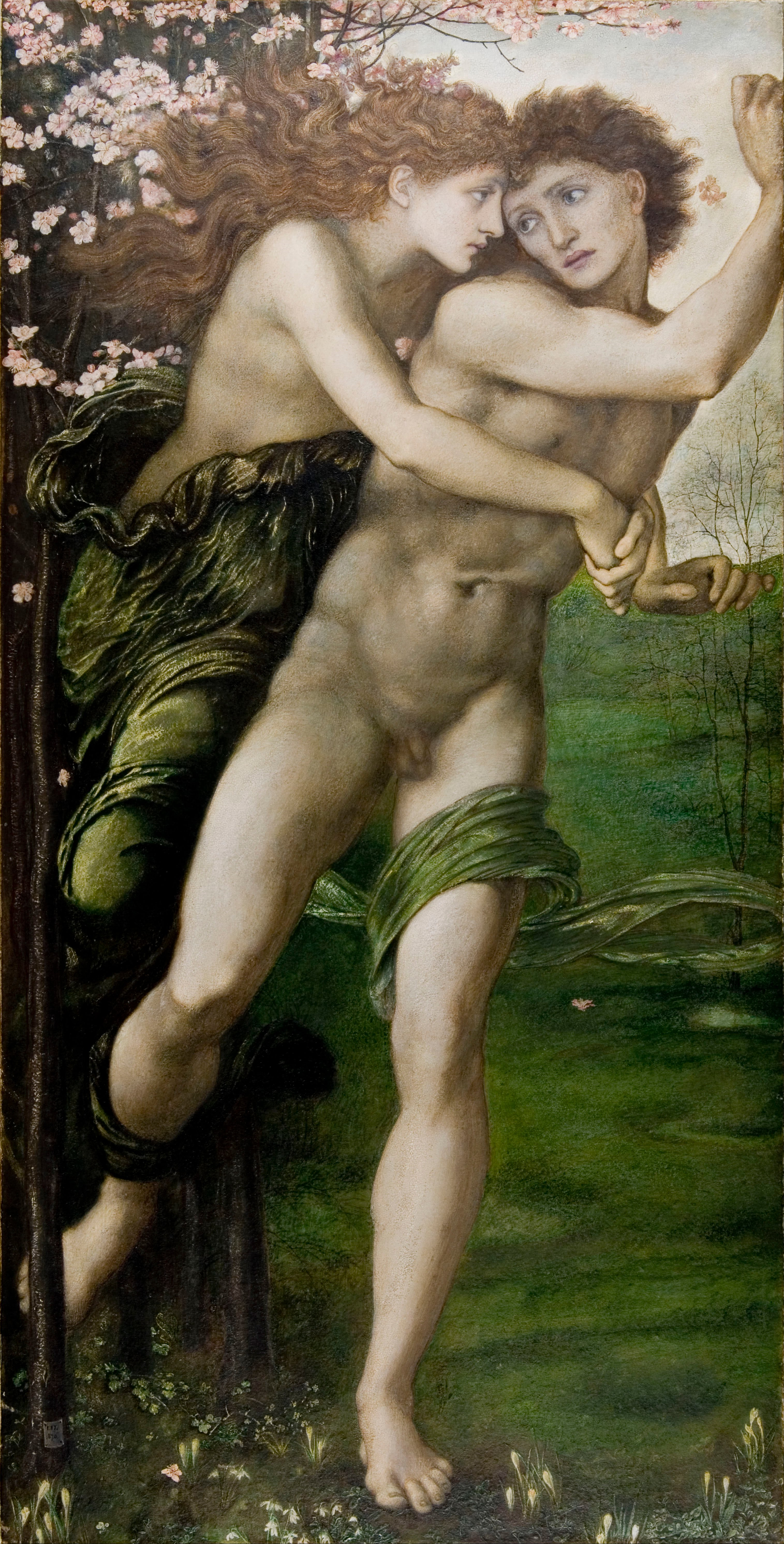
Edward Burne-Jones, Fillide e Demofonte, acquerello (1870; Birmingham Museum and Art Gallery).

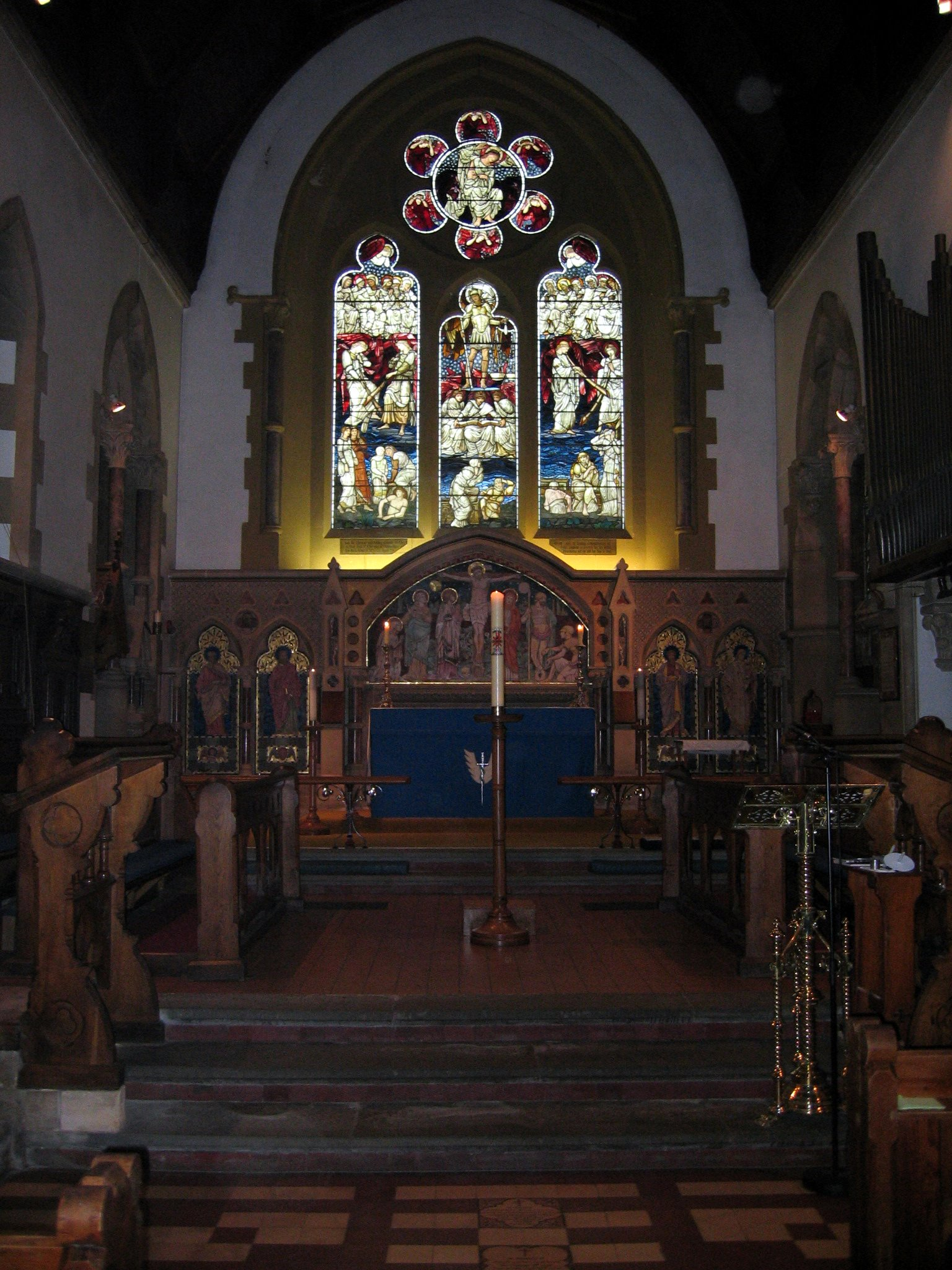
Edward Burne-Jones, Dies Domine Window, vetrata tonda in alto (1876; Chiesa di San Michele e Santa Maria Maddalena, nell'Easthampstead).

Edward Burne-Jones si servì della sua amante, Maria Zambaco, e di Meo, come modelli per la rappresentazione di Fillide e Demofonte (1870): 
 Nella leggenda di Ovidio, Fillide, era la figlia del re di Tracia, e Demofonte, il figlio del Re d'Atene Teseo. Il giorno successivo il loro matrimonio, Demofonte partì verso la terra di suo padre, promettendo alla sua sposa di tornare. Fillide si recava ogni giorno alla riva aspettando di scorgere nuovamente la sua nave, non arrivando mai e rendendola preda dello sconforto. Alla fine, disperata, si impiccò e gli dei la trasformarono in un mandorlo. Quando Demofonte finalmente tornò, seppe ciò che era accaduto e abbracciò con rimorso il mandorlo che in quell'istante fiorì per sintonia. Gli dei ebbero pietà di Fillide e le ridonarono sembianze umane. L'innovazione rappresentativa del Burne-Jones fu quella di cogliere il momento della trasformazione, quando i rami racchiusì ad abbraccciare Demofonte improvvisamente ridiventano le braccia di Fillide. «Quando il dipinto fu esposto alla Old Watercolour Society per la mostra estiva del 1870, ne seguì una grande controversia, causata sia dalla vicenda extraconiugale di Burne-Jones sia dalla nudità del personaggio di Demofonte, che gli procurarono molteplici denunce per oscenità, quindi Burne-Jones fu costretto a ritirare il dipinto a due settimane dall'inaugurazione della mostra». Burne-Jones in seguito dipinse un'altra versione a olio, L’albero del perdono (1881 -1882), con Fillide che emerge completamente nuda dal tronco dell'albero e i genitali di Demofonte coperti da un drappeggio.

### William Blake Richmond
La strettissima e documentata amicizia tra Meo e il pittore William Blake Richmond, che durò quasi mezzo secolo, ebbe inizio con un misterioso evento. Nel 1872, Meo s'indirizzo senza preavviso nella casa di campagna di Richmond in cerca di lavoro come modello. Dalla porta sul retro incontrò una donna affascinante che gli indicò la strada per lo studio del pittore. Meo arrivò a credere che quella donna fosse il fantasma della prima moglie di Richmond, Charlotte, e lo prese come un presagio che i due uomini avrebbero dovuto lavorare assieme. Meo così divenne il modello principale, l'assistente di studio e allievo di Richmond. Probabilmente posò per la raffigurazione del trio di angeli guardiani, che nell'opera Gli Osservatori, sorvegliano la bara di un cadavere femminile avvolto nel sudario—pensato come l'elegia di Richmond a Charlotte:
(Simon Reynolds)
 Meo in seguito collaborò con Richmond nella realizzazione dei murali, agì come suo direttore commerciale nelle trattative con clienti e committenti vari, e per più di dieci anni guidò la squadra che eseguì i suoi celebri e discussi mosaici per la Cattedrale di San Paolo.

### Morte
Dopo la morte di sua moglie nel 1921, Meo creò una lapide nel cimitero di Hampstead con un mosaico di vetro della Madonna col Bambino. Gaetano morì nel 1925 e venne sepolto lì assieme ad Agnes Meo e al loro figlioletto Little Bertie, che era morto all'età di sette anni.